# Wera Mahler
Wera Friedchen Mahler, geborene Wera Friedchen Franck, (* 12. Oktober 1899 in Hamburg; † 14. September 1991 in Tel Aviv) war eine deutsch-jüdische  Psychologin und Mitarbeiterin von Kurt Lewin an der Humboldt-Universität zu Berlin. Bekannt wurde sie vor allem durch ihre Pionierarbeiten zur Psychologie der Ersatzhandlung.

## Leben und Werk
Wera Friedchen Mahler (geb. Franck) studierte nach ihrem Abitur Philosophie, Psychologie, Physiologie und Kunstgeschichte an den Universitäten Freisburg im Breisgau, Marburg und Berlin. 1933 wurde ihre Dissertation zum Thema "Ersatzhandlungen verschiedenen Realitätsgrades" von Kurt Lewin und Wolfgang Köhler angenommen.
In dieser Forschungsarbeit ging Mahler der Frage nach, welche Arten von Ersatzhandlungen zu einer Entladung gespannter Systeme geeignet sind und damit die Tendenz zur Wiederaufnahme unvollendeter Handlungen (ovsiankina-Effekt) aufheben können. Das bloße Denken oder Reden erwies sich dabei als weniger effektiv als das Ausführen einer anderen Handlung, vor allem wenn diese in einer gewissen Beziehung zur ursprünglichen Handlungsabsicht bzw. zum damit angestrebten Ziel stand. Mahler konnte damit nicht nur entsprechende Hypothesen der Psychoanalyse empirisch überprüfen, sondern gab mit ihren Forschungen auch wichtige Anregungen für die weitere Motivationsforschung.
Zur Zeit des Nationalsozialismus emigrierte Mahler 1938 nach Palästina, wo sie sich vorerst mit verschiedenen berufsfremden Tätigkeiten ihren Lebensunterhalt verdiente. Erst ab 1963 konnte sie in einem universitären Rahmen tätig werden, als Dozentin an der damals neu gegründeten Universität Tel Aviv.
In weiterer Folge wandte sich Mahler der Individualpsychologie zu und arbeitete mit Rudolf Dreikurs zusammen. 1999 nahm sie die Ehrenmitgliedschaft der internationalen Gesellschaft für Gestalttheorie und ihre Anwendungen (GTA) an.

## Von und über Wera Mahler
- Wera Mahler 1933: Ersatzhandlungen verschiedenen Realitätsgrades. Psychologische Forschung 18(1/2), S. 27–89. (Nachdruck 1993: Gestalt Theory, 15(2).
- Wera Mahler 1996: In Memory of my Teacher, Kurt Lewin. Psychologie und Geschichte 7, S. 268–276.
- Wera Mahler als Übersetzerin 1980: Hertzog, Gila & Barnea-Braunstein, Rachel, "Beroschim", eine Schule für seelisch gestörte Kinder. München [u. a.]. Reinhardt. ISBN 3497009393
- Karl-Hermann Schäfer 1993: Psychoanalytische Nachbemerkungen zu "Ersatzhandlungen verschiedenen Realitätsgrades" von Wera Mahler, Gestalt Theory, 15(2), S. 143–145.
- H.-J. Walter 1996: Wera Mahler – eine Psychologin aus Deutschland. Gestalt Theory, 18, S. 187–200.
- J. Pastor, C. Civera & F. Tortosa 2000: Wera Mahler (1899–1991): Una psicóloga alemana y un ejemplo de tesón ante la adversidad. Revista de Historia de la Psicología, 21(2-3), p. 597-612 (in Spanisch).
- Uwe Wolfradt & Helmut E. Lück: Wera Mahler. In: Deutschsprachige Psychologinnen und Psychologen 1933–1945. Ein Personenlexikon. Springer, 2014, S. 298f.